# Nuklearni reaktori III. generacije
Nuklearni reaktori III. generacije nastali su evolucijom dizajna na osnovu nuklearnih reaktora II. generacije. Dizajn je standardiziran za svaki od tipova nuklearnih reaktora, što dovodi do manjim kapitalnim troškovima i kraćim vremenom izgradnje. Konstrukcija je pojednostavljena, pa je lakše upravljanje i manja je osjetljivost na kvarove. Radni vijek je produljen na 60 godina.
Uz povećanu raspoloživost postrojenja, smanjena je vjerojatnost taljenja jezgre i povećana je otpornost na ozbiljna oštećenja uzrokovana čak i udarom zrakoplova. Uporaba novih sagorivih apsorbera produžava duljinu nuklearnog gorivnog ciklusa, a visoki odgor nuklearnog goriva smanjuje potrebe za gorivom i količinu nuklearnog otpada. Ipak, najveći odmak od prethodne generacije je ugradnja pasivnih sigurnosnih sustava, čije se djelovanje oslanja na gravitaciju, prirodnu konvekciju i uskladištenu energiju, a ne na dijelove ovisne o vanjskim naponskim izvorima. Električna energija je potrebna za signalizaciju i upravljanje magnetskim ventilima, a dobiva se iz akumulatora.

## Napredni kipući reaktor
Različiti nuklearni reaktori III. generacije i “III.+” generacije u završnoj su fazi dizajna, a već su u pogonu napredni kipući reaktori ABWR (eng. Advanced Boiling Water Reactor), koji spadaju u lakovodne reaktore. Napredni kipući vodom hlađeni reaktor ABWR jedini je reaktor III. generacije koji je već danas u tržišnom pogonu i to od 1996. (Nuklearna elektrana Kashiwazaki-Kariwa, reaktor 6 i 7, Japan), a razvio ga je General Electric. Osim 4 postrojenja u izgradnji, u planu je izgradnja još devet reaktora u Japanu i dva u SAD-u. Za reaktor je svojstvena poboljšana sigurnost i pouzdanost, te pojednostavljeno upravljanje i održavanje. Također, smanjeni su troškovi pogona i održavanja, a trajanje izgradnje iznosi svega 39 mjeseci (ipak samo u Japanu). Dizajn naprednog kipućeg reaktora koristi unutarnje pumpe, čime je uklonjen vanjski recirkulacijski sustav, što doprinosi povećanju sigurnosti. Integrirani kontejnment (zaštitni oklop) i reaktorska zgrada povećavaju seizmičku otpornost, a postignuta je veća kompaktnost i lakša izgradnja. Kompaktna reaktorska zgrada skraćuje vrijeme izgradnje uz manji utrošak materijala. Optimiran modularni dizajn je poboljšan i provjeren u već izgrađenim nuklearnim elektranama. Usavršen kontrolni sustav je potpuno digitaliziran, te omogućava pouzdano i točno nadgledanje elektrane, njenu kontrolu i otkrivanje kvarova. Unaprijeđena je kemijska kontrola i cjelovitost goriva, smanjena je količina radioaktivnog otpada, a smanjena je i izloženost radnika zračenju. Snage naprednih kipućih reaktora kreću se između 1 350 MW i 1 460 MW.

### Ekonomični jednostavni kipući reaktor
Ekonomični jednostavni kipući reaktor ESBWR (eng. Economic Simplified Boiling Water Reactor) predstavlja evolutivni dizajn u odnosu na poboljšani kipući reaktor. Temelji se na naprednijem reaktoru koji je hlađen plinom, a također ga je dizajnirao General Electric. Pojednostavljeni dizajn omogućava povećanje sigurnosti, izvrsnu ekonomiku i povećanu raspoloživost. Broj pumpi, ventila i motora smanjen je za četvrtinu u odnosu na poboljšani kipući reaktor. U odnosu na prethodni dizajn uklonjeno je 11 sustava, a ostatna toplina može se odvoditi direktno u atmosferu. Pasivni sustavi hlađenja kontejnmenta (zaštitne zgrade reaktora) smanjuju broj aktivnih dijelova, što doprinosi povećanju sigurnosti. Od ostalih pasivnih sustava i komponenata ekonomičnog jednostavnog kipućeg reaktora ističu se izolacijski kondenzatori i pasivni sustav za zaštitno hlađenje jezgre. 
Planirano vrijeme izgradnje je 42 mjeseca za elektranu snage 1 590 MW, čemu doprinosi i uporaba standardiziranih modula. Nuklearna elektrana s ovim tipom reaktora koristi sve provjerene karakteristike kipućeg reaktora (uporaba izolacijskih kondenzatora). Ipak, u odnosu na prethodnike, glavna razlika je u primjeni pasivnih sustava za zaštitu reaktora i izostanak recirkulacijskih pumpi, jer se protok fluida kroz jezgru obavlja prirodnom cirkulacijom. Povećanje prirodne cirkulacije zahtijeva višu reaktorsku posudu (27,7 metara) što nosi i svoju prednost. Naime, u slučaju prekida dovoda napojne vode, velika količina vode iznad jezgre produžava vrijeme do ogoljenja jezgre, a veliki volumen u slučaju prekida vanjskog napajanja posude usporava povišenje tlaka. Reaktor je manje osjetljiv na prijelazne pojave, koje za posljedicu imaju promjenu tlaka zbog većeg omjera voda/gorivo u posudi. Prijelazne pojave vezane uz pumpe za prisilnu cirkulaciju i sigurnosne pumpe uklonjene su dizajnom, što uz izostanak parogeneratora stvara izuzetno niskom vjerojatnošću oštećenja jezgre.

## Napredni tlačni reaktori

### Europski napredni tlačni reaktor
Europski napredni tlačni reaktor ili reaktor s tlakovodnim hlađenjem EPR (eng. European Pressurized Reactor), snage oko 1600 MW, jedini je reaktor III+ generacije, čija je izgradnja već počela u Europi. Za sada su u izgradnji dva takva reaktora, a to su nuklearni reaktor Flamanville 3 u Francuskoj i Nuklearna elektrana Olkiluoto u Finskoj. Predviđa se da će oba reaktora biti puštena u pogon do kraja 2012., iako je gradnja finskog reaktora trebala završiti već 2009. Cijene ova dva postrojenja su između 3,3 i 3,7 milijardi eura, a predviđeno trajanje izgradnje je 54 mjeseca. Planira se gradnja 16 europskih naprednih tlačnih reaktora, od toga 7 u SAD-u.
Prednosti i poboljšanja europskog naprednog tlačnog reaktora u odnosu na obični tlačni reaktor PWR u prvom su redu povećana redundancija (rezerva zamjenske opreme) i odvojenost sustava. Ugrađena su 4 neovisna sustava za zaštitno hlađenje jezgre, a svaki od njih može sam hladiti jezgru nakon obustave rada reaktora, što znači da je u ovom slučaju redundancija višestruko ostvarena. Smanjena je i vjerojatnost oštećenja jezgre, zatim je smanjena vjerojatnost ispuštanja radioaktivnih tvari i posljedica koje iz toga proističu, pa je manja vjerojatnost početnih nezgoda. Smanjena je i vjerojatnost teških kvarova i posljedica istih u slučaju topljenja jezgre ili narušavanja integriteta reaktorske posude, jer je povećana robusnost kontejnmenta (zaštitne zgrade reaktora). Zaštita kritičnih sustava od utjecaja vanjskih događaja provedena je postavljanjem dvostrukog betonskog zida, ukupne debljine 2,6 metara, sposobnog izdržati nadtlak u slučaju nezgode ili udara zrakoplova.
Zbog većih parogeneratora i tlačnika, produljeno je vrijeme potrebno za reagiranje operatera u slučajevima kvarova ili prolaznih pojava. Ostvarena je i manja osjetljivost na ljudske pogreške, korištenjem digitaliziranog sustava instrumentacije i kontrole, te korištenjem najnovijih informacijskih sustava, pojednostavljenjem sigurnosnih sustava i funkcionalnom odvojenošću. Pogreške u zajedničkom načinu rada uklonjene su fizičkom odvojenošću, te primjenom različitih podrški za pojedinu sigurnosnu funkciju.

### Napredni pasivni tlačni reaktor AP1000
Napredni pasivni tlačni reaktor AP1000 (eng. Advanced Passive) je Westinghouseov reaktor III.+ generacije, snage od 1 117 MW do 1 154 MW. Do danas su sklopljeni ugovori za gradnju 4 (od planiranih 14) AP1000 reaktora u SAD-u, te još 4 u Kini. Dizajn ovog reaktora nastavak je dizajna AP600 tlačnog reaktora, koji je u SAD-u licenciran još 1999. Osobine AP1000 reaktora su znatno pojednostavljenje s manje dijelova. Povećana mu je razina sigurnosti, uporabom pasivnih sustava bez potpore izmjenične naponske mreže. Uporaba modularne konstrukcije rezultira skraćenim vremenom izgradnje. Smanjeni su troškovi pogona i održavanja, te su niži kapitalni troškovi postrojenja, što rezultira nižim troškovima proizvodnje električne energije. Rad je pouzdan i siguran zbog dizajnom ugrađenih sigurnosnih granica (niža gustoća snage na kojoj reaktor radi i veći tlačnik). Navedene značajke nisu potpuno neovisne jedna o drugoj. Pojednostavljenje vodi na uporabu pasivnih sigurnosnih sustava, umjesto tradicionalnih aktivnih sustava koji su izbačeni (aktivni sustavi za zaštitno hlađenje jezgre, sustavi za odvođenje ostatne topline i sustavi za tuširanje kontejnmenta), čime je prestala potreba za pomoćnim sustavima potrebnim za njihov rad.  Time je uklonjeno i obavezno osiguravanje napajanja pomoćnih sustava iz izmjenične naponske mreže, te osiguravanje napajanja rashladne vode, grijanja, ventilacije i klimatizacije. Izostankom aktivnih sustava prestaje i potreba za njihovom redundancijom, koja je bila potrebna zbog zahtijeva za visokom pouzdanošću sustava. Pasivni sustavi, za razliku od aktivnih, nalaze se uglavnom unutar zaštitne zgrade. Pasivni sustav za hlađenje kontejnmenta oslanja se na gravitacijom uzrokovano pražnjenje bazena, smještenog iznad kontejnmenta i na zračno hlađenje prirodnom konvekcijom, gdje se uz pomoć posebno oblikovanih vodilica stvara jako strujanje uz posudu i time isparavanje vode.
Svi sustavi su projektirani tako da ne zahtijevaju djelovanje operatera unutar 72 sata. Pojednostavljenje u primarnom krugu vidljivo je iz izvedbe parogeneratora (dvije pumpe i jedan parogenerator čine jednu mehaničku cjelinu, a AP1000 ima ukupno dva rashladna kruga). Time je izostavljen cjevovod između parogeneratora i pumpi, te zasebna potporna konstrukcija pumpi. Pumpe su zatvorene izvedbe što doprinosi sigurnosti pogona, jer ne može doći do istjecanja rashladnog sredstva uz osovinu, niti postoji mogućnost curenja iz primarnog kruga zbog uništenja brtvi na osovini. Uporabom tzv. „sivih“ kontrolnih štapova u normalnom pogonu smanjuje se potreba za boriranjem/deboriranjem jezgre, što olakšava rad i pojednostavljuje sustav volumne i kemijske kontrole. Ukratko, AP1000 u odnosu
na klasični tlačni reaktor PWR ima 50% manje sigurnosnih ventila, 35% manje sigurnosnih pumpi i 80% manje cijevi, ali time sigurnost nije narušena, već je nasuprot povećana.

### Napredni tlačni reaktor IRIS
Potpuno drugačiji pristup od europskog naprednog tlačnog reaktora, vidljiv je u projektu međunarodnog inovativnog i sigurnosnog tlačnog reaktora IRIS (eng. International Reactor Innovative and Secure) "III.+" generacije. Projekt je započeo pod vodstvom Westinghousea, a u njemu uz dvadeset instituta i sveučilišta iz svijeta sudjeluje i Fakultet elektrotehnike i računarstva FER iz Zagreba. Reaktor je snage 335 MW, a predviđa se izgradnja jednog ili više modula. Glavne osobine ovog reaktora su integralni raspored komponenata primarnog kruga, 48-mjesečni nuklearni gorivni ciklus, čelični reflektor i tzv. „Safety–by–Design“ način projektiranja kojim se isključuje vjerojatnost pojave nekih nezgoda. Iako je reaktor manje snage, reaktorska posuda visoka je 21,3 m, a njen je promjer 6,2 m. Međutim, osim jezgre reaktora i kontrolnih štapova s pogonskim mehanizmom, unutar reaktorske posude nalaze se i parogeneratori, te cirkulacijske pumpe i tlačnik. Ukupna veličina postrojenja zbog toga je smanjena, što pozitivno djeluje na sigurnost i ekonomičnost. Prednost integralnog reaktora je u uklanjanju primarnih cjevovoda, čime nestaje opasnost od posljedica njihova loma, a olakšano je i hlađenje jezgre prirodnom cirkulacijom. Jezgra IRIS reaktora nešto je duža od standardne jezgre tlačnog reaktora, a sastoji se od 89 gorivnih elemenata. Postizanje odgora i korištenje većeg obogaćenja za sada nisu predviđeni, no ostaju kao opcija za budućnost.

### Mitsubishi napredni tlačni reaktor
Mitsubishi napredni tlačni reaktor APWR (eng. Mitsubishi advanced pressurized water reactor) je napredni tlačni reaktor koji na bazi japanskih tlačnih reaktora PWR zajednički razvijaju Mitsubishi Heavy Industries i Westinghouse. Reaktor, s četiri rashladna kruga, ovisno o tržištu kome je namijenjen, snage je 1 538 MWe ili 1700 MWe. Za sada se predviđa izgradnja četiri APWR-a; po dva u Japanu i SAD-u.